# Petter Solberg
Petter Solberg (Askim, 18 november 1974) is een Noors rallyrijder en rallycrosser. Hij was voor het laatst volledig actief in het wereldkampioenschap rally in 2012 als fabrieksrijder bij Ford, achter het stuur van de Ford Fiesta RS WRC.
Vanaf begin jaren negentig maakte Solberg zijn opmars in de autosport voornamelijk via disciplines binnen de rallycross, en stapte later over naar het rallyrijden. Succes in nationale kampioenschappen leidde vanaf 1999 tot een programma in het WK rally voor het fabrieksteam van Ford. Een overstap naar Subaru een jaar later was na een wat stroeve start het begin van een vruchtbare periode, dat werd ingeluid met zijn eerste WK-zege in Groot-Brittannië in 2002. In het 2003 seizoen wist hij met onder meer vier overwinningen de wereldtitel te winnen, en werd daarmee de eerste Noorse rallyrijder die successen wist te boeken op dit niveau. Hoewel hij in totaal tot tien overwinningen zou komen in het WK rally, kwam er geen tweede wereldtitel. Hij bleef rijden voor Subaru tot aan 2008 en was vervolgens tot en met 2012 nog actief in het WK. Hierna greep Solberg in zekere zin weer terug op zijn oude bezigheid, en maakte vanaf 2014 de overstap naar het wereldkampioenschap rallycross, wat dat jaar voor het eerst in deze opzet werd gehouden. Hij werd daarin achtereenvolgend kampioen in 2014 en 2015 met een Citroën DS3. Hij stopte na afloop van het 2018 seizoen.

## Carrière

### Beginjaren
Petter Solberg werd geboren in Askim, maar groeide op in Spydeberg. Op 13-jarige leeftijd won hij een nationaal kampioenschap voor radiografisch bestuurbare modelauto's en raakte geïnteresseerd in de autosport door zijn ouders Tove en Terje, die in Noorwegen aan zogenaamde bilcross-wedstrijden (in Zweden "folkrace" genoemd en in Noorwegen een "goedkope" versie van rallycross) meededen. In 1992, toen hij achttien was, kreeg Solberg zijn rijbewijs en autosportlicentie. Vervolgens begon hij mee te doen aan zijn eigen bilcross-, rallycross- en klimkoerswedstrijden. Hij werd zowel Noors nationaal rallycrosskampioen als heuvelklimkampioen in 1995 en 1996. Eind 1996 stapte hij over naar de rallysport en leende voor zijn eerste wedstrijd de auto van zijn broer Henning, een Toyota Celica GT-Four (ST165), die hij gelijk met een ongeluk afschreef. In 1997 werd hij opnieuw de titelwinnaar heuvelklim en in 1998 zegevierde hij uiteindelijk in het Noors rallykampioenschap, nu met de ST205-versie van de Toyota Celica. Met deze auto maakte hij datzelfde jaar ook zijn debuut in het wereldkampioenschap rally, in Zweden, eindigend op een 16e plaats.

### Wereldkampioenschap rally

#### 1999-2000: Ford
Ondanks zijn gebrekkige ervaring op internationaal niveau werd hij na een sterke tweede plaats in de rally van Libanon, wat zijn eerste optreden was in een asfaltrally, opgemerkt door M-Sport teambaas Malcolm Wilson; verantwoordelijk voor de activiteiten van Ford in het WK rally. Wilson had een vijfjarig plan voor ogen met Solberg, te beginnen in het 1999 seizoen, het jaar dat het team met kopman Colin McRae voor het eerst aanving met de nieuwe Ford Focus WRC. Solberg reed een gedeeld programma, en zag zijn beste resultaat behalen in de altijd loodzware Safari rally, waar hij samen met de ervaren navigator en voormalig Safari-winnaar Fred Gallagher naar een vijfde plaats toe reed, tegelijkertijd met McRae die daar de eerste zege boekte voor de Focus WRC. Solberg verving voor deze rally op de valreep de geblesseerde Thomas Rådström, waardoor het resultaat nog eens extra opviel. In het daaropvolgende seizoen in 2000 wist Solberg zich nu met regelmaat te scharen in het top vijf klassement van de WK-rally's, maar was het eindresultaat vaak nog wat oneven. Vanwege een ontoereikend contract bij Ford maakte hij dat seizoen voortijdig een overstap naar het team van Subaru, toen geleid door rijders Richard Burns en Juha Kankkunen. Subaru gaven hem de kans een volledig programma te kunnen rijden in 2001 als tweede rijder naast Burns.

#### 2001-2008: Subaru

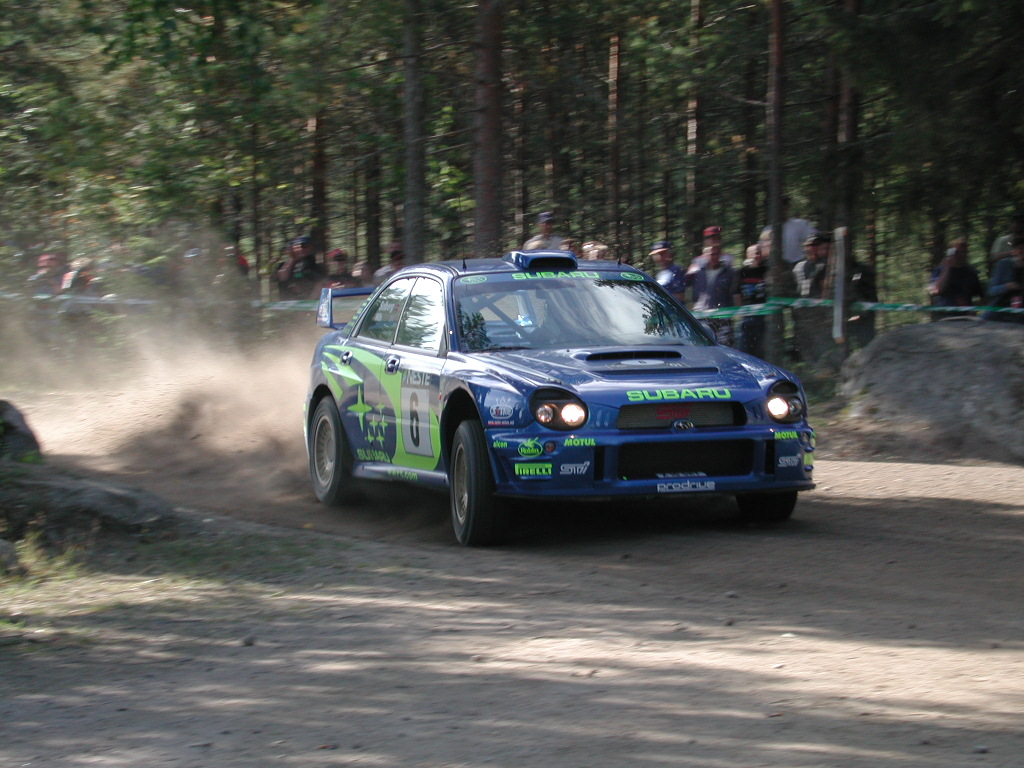
Solberg actief in zijn eerste volledige seizoen bij Subaru in 2001, hier in Finland

Zijn eerste volledige seizoen bij het door Prodrive geprepareerde Japanse merk actief met de Impreza WRC, en inmiddels al even met Phil Mills als zijn vaste navigator, startte moeizaam, en zag hem zeker in de eerste seizoenshelft te vaak fouten maken. Een omslag kwam er met een tweede plaats in de Acropolis rally achter winnaar en voorheen teamgenoot McRae. Hierna was Solberg een stuk consistenter en reed hij voor een groot deel in dienst van en als steunpilaar voor Burns, die dat jaar een nauwe strijd uitvocht om de wereldtitel en deze uiteindelijk ook binnen zou slepen. Met het vertrek van Burns naar Peugeot, kreeg Solberg voor het 2002 seizoen met de komst van viervoudig wereldkampioen Tommi Mäkinen opnieuw een serieuze graadmeter bij Subaru. Voor Mäkinen werd het een pechjaar, maar Solberg maakte zijn definitieve doorbraak mee in het kampioenschap. Hij had dit voor een deel te danken aan de ervaring die Mäkinen wist over te brengen aan de Noor. Het seizoen werd hoe dan ook gedomineerd door Peugeot en hun rijder Marcus Grönholm, die voor de tweede keer wereldkampioen zou worden. Echter ging de strijd om de runner-up-positie om een schamel puntenverschil, en deze zou Solberg inlijven nadat hij in de seizoensafsluiter in Groot-Brittannië, Markko Märtin, het opkomende talent bij het team van Ford, af wist te houden om hier zijn eerste WK-rally op zijn naam te schrijven.

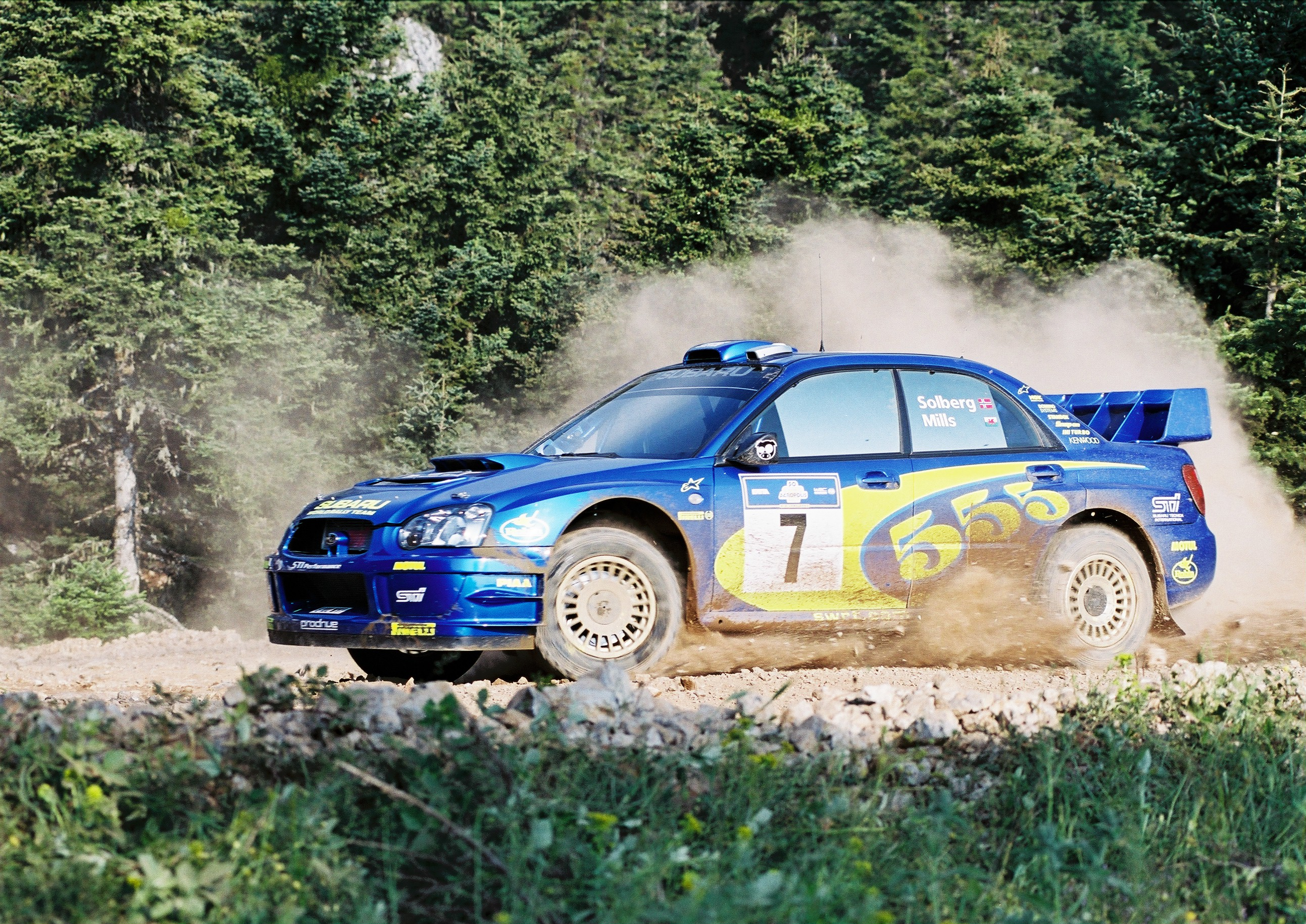
2003 was met het winnen van het wereldkampioenschap een historisch seizoen voor Solberg, hier op weg naar een podium in Griekenland

Voor 2003 werd Solberg nu binnen Subaru ook gezien als hun belangrijkste gegadigde om de wereldtitel binnen te slepen. Het begin van zijn seizoen was qua resultaten nog wisselvallig, maar een ommekeer kwam er in Cyprus met zijn tweede WK-zege, waar hij na het eerdere wegvallen van Grönholm vrij dominant naar de winst toe reed. In Australië wist hij in de laatste twee proeven de overwinning in zijn voordeel te beslissen van Citroën's Sébastien Loeb, die zich dat jaar eveneens voor het eerst profileerde als titelkandidaat en in die strijd dus een van zijn naaste concurrenten was. Op het asfalt in Corsica leek het nog voor de start mis te gaan voor Solberg, toen hij in de zogenaamde shakedown verongelukte en daarbij zijn Subaru flink beschadigde. De auto werd echter door de monteurs op tijd voor de start hersteld en in wisselende weersomstandigheden, daar waar Loeb door verrast zou worden, wist Solberg te profiteren van een goede bandenkeuze en schreef hij onverwacht de zege op zijn naam. Een direct gevecht met Loeb in Groot-Brittannië werd door Solberg gewonnen, en een jaar nadat hij er zijn eerste WK-rally won, vierde hij hier nu uitbundig zijn bekroning als de eerste wereldkampioen van Noorse bodem.

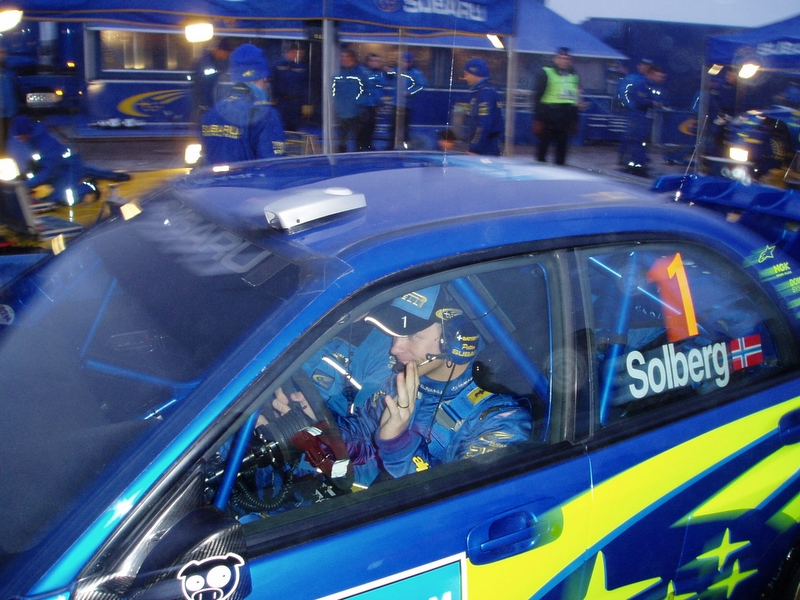
Solberg in zijn Subaru tijdens de rally van Finland in 2004

Zijn titelverdediging in 2004 bewees onsuccesvol, ondanks een eerste seizoenshelft die dit keer een stuk consistenter verliep. Solberg zou in totaal vijf keer winnen, met onder andere een derde opeenvolgende zege in Groot-Brittannië, maar de steeds efficiëntere Sébastien Loeb en Citroën Xsara WRC was een moeilijk te verslaan pakket gedurende het seizoen. Dit en een reeks DNF's voor Solberg in het midden van het seizoensverloop, met als dieptepunt een zware klapper in Duitsland, zag hem de koers hierover verliezen aan de Fransman. Ondanks een opgave in Monte Carlo, gaf Solberg voor zijn 2005 campagne een antwoord op Loeb met twee overwinningen uit de eerste drie rally's, opeenvolgend in Zweden en Mexico. Hierna kwam de geoliede machine die Loeb en Citroën inmiddels waren echter op gang en zou de dominantie van deze combinatie groter zijn dan in het voorgaande jaar. Solberg zou het kampioenschap eindigen met het gelijke puntenaantal van Grönholm, maar de runner-up positie ging vanwege betere onderlinge resultaten uiteindelijk naar de Noor toe. In  Groot-Brittannië, waar Markko Märtin's navigator Michael Park bij een ongeluk om het leven kwam, kreeg Solberg ongewild de zege in de schoot geworpen, nadat Loeb met opzet een tijdstraf incasseerde om op die manier niet gelijktijdig zijn tweede wereldtitel te hoeven vieren. Dit zou ironisch genoeg zijn laatste overwinning in het WK betekenen; DNF's later dat jaar in Japan en Australië terwijl hij beide rally's leidde droegen hier ongelukkig ook aan bij.

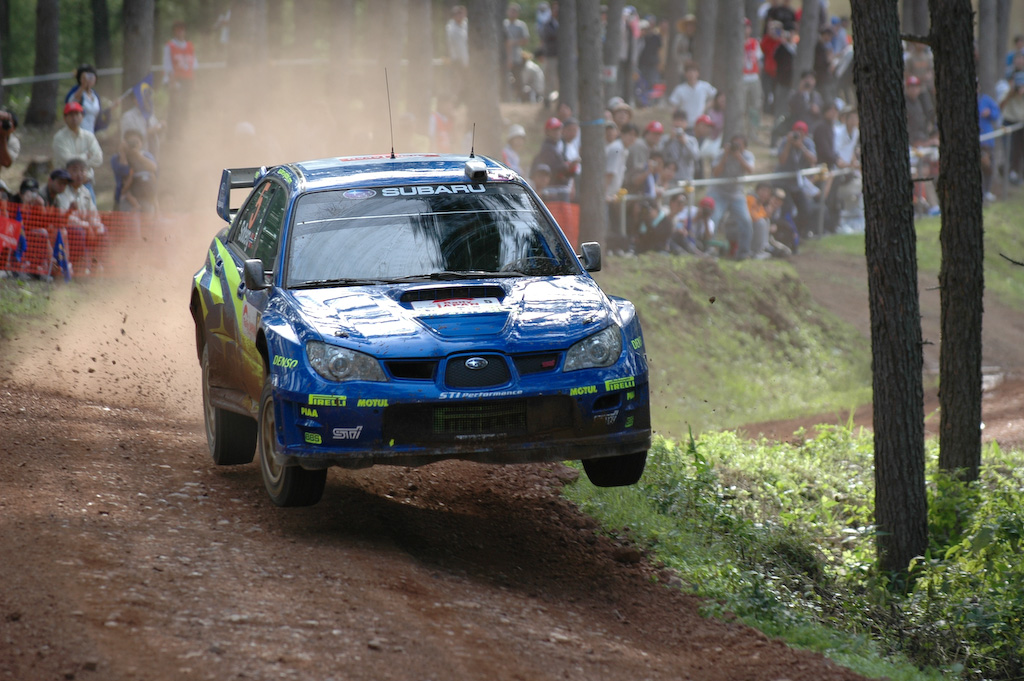
2006 was een omslag voor Solberg en Subaru, waar zelfs podiumresultaten nu een zeldzaamheid bleken

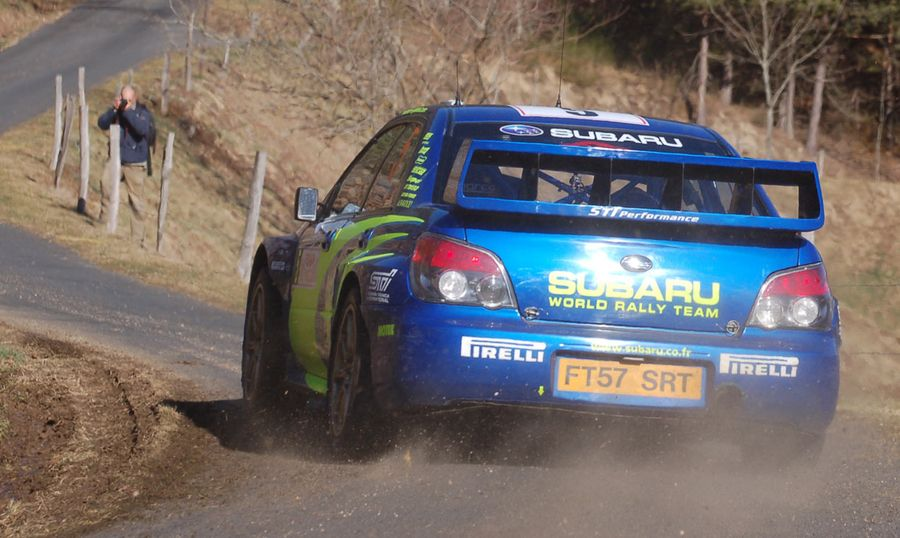
Solberg koersend naar een top vijf finish in Monte Carlo in 2008, zijn laatste seizoen bij Subaru

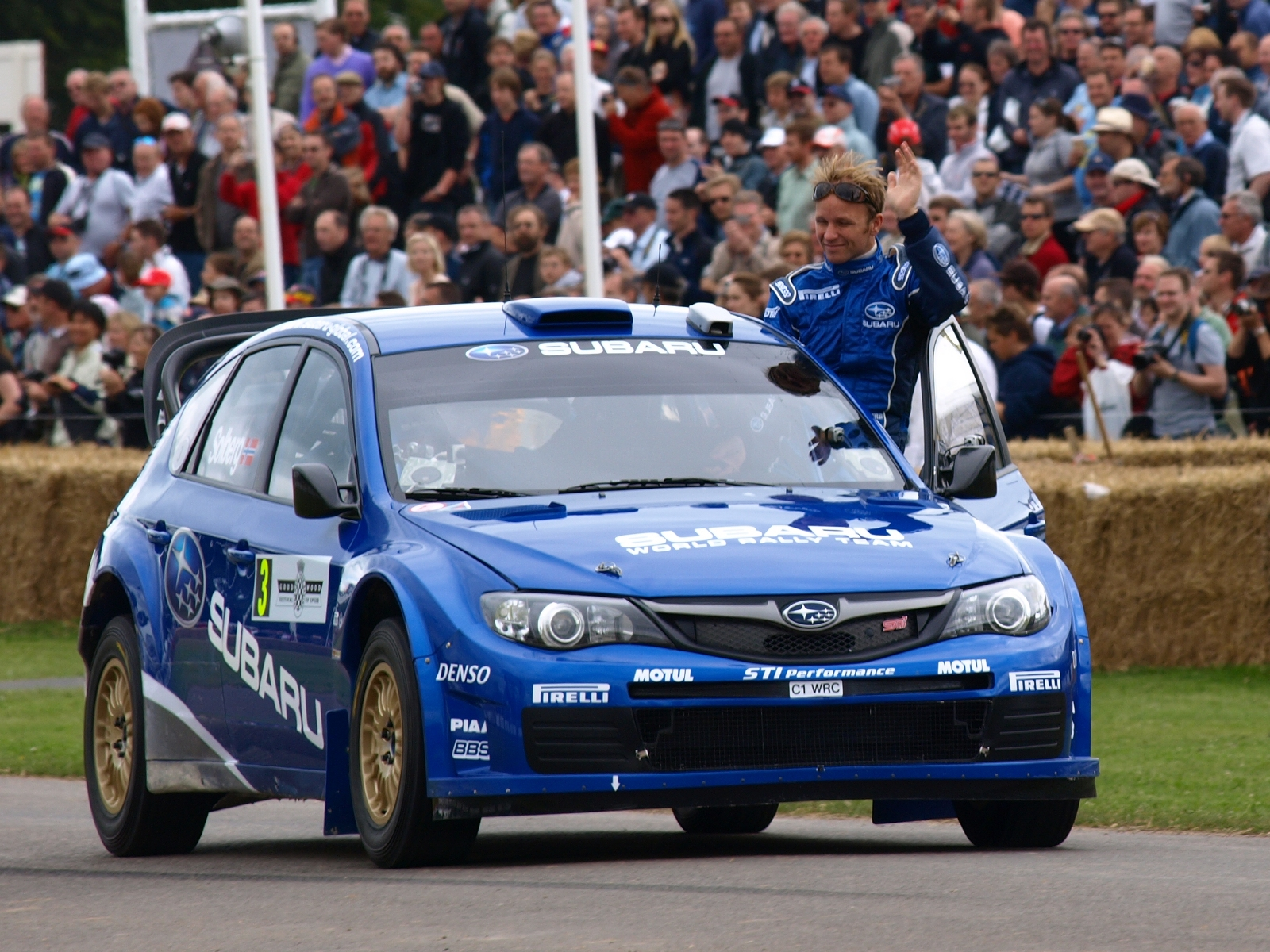
Solberg, ook bekend als een showman, demonstreert zijn Impreza S14 WRC tijdens het Goodwood festival in 2008

Voor het 2006 seizoen kreeg  Solberg en zijn inmiddels minder ervaren teamgenoten Chris Atkinson en Stéphane Sarrazin de beschikking over een geheel nieuwe versie van de Impreza WRC (S12-versie). Echter zou deze het hele jaar de competitiviteit missen van haar voorgangers en waren podium resultaten bijzonder schaars. Solberg speelde daarom een figurantenrol in de titelstrijd tussen Loeb en Grönholm, de laatste nu actief voor Ford. Zijn tweede plaatsen in Mexico, Argentinië en Australië waren zijn hoogtepunten en in het kampioenschap kwam hij dit keer niet verder dan een zesde plaats, waarmee Subaru's reeks aan top drie gefinishte rijders in het kampioenschap sinds 1994 tot een einde kwam. 2007 verliep in dat opzicht niet veel beter, waarbij de betrouwbaarheid van het materiaal nu ook problematischer bleek voor Solberg. Pas vanaf de tweede seizoenshelft leken deze grotendeels opgelost, maar inmiddels  kostte het ook meer moeite om bij rally's de top vijf binnen te dringen. Hij sloot zijn seizoen dit keer af als vijfde in de titelstrijd.
Voor 2008 raakte Solberg na goeddeels povere resultaten eigenlijk al na de eerste zes rally's buitenspel. De auto bleek desondanks wel iets van de competitiviteit te hebben teruggewonnen, temeer omdat teamgenoot Atkinson in diezelfde rally's tot vier toe op het podium was geëindigd. Hoe dan ook introduceerde Subaru vanaf de WK-ronde in Griekenland de eerste hatchback-versie van de Impreza WRC (S14), en wist in de handen van Solberg winnaar Loeb te volgen naar een bemoedigende tweede plaats. Maar ondanks dat Solberg zijn recordreeks aan gefinishte rally's binnen de punten hierna zou verbreken, kwam er niet het gehoopte succes en was een enkele derde plaats van Atkinson in Finland de enige andere podiumfinish voor de laatste incarnatie van de Impreza WRC. Begin december 2008 maakte Subaru bekend dat zij zich per direct terugtrokken uit het kampioenschap, een dag nadat Suzuki dezelfde aankondiging kenbaar hadden gemaakt, waardoor Solberg en Mills hun achtjarige werkrelatie met het Brits-Japanse team zagen eindigen.

#### 2009-2011: Privérijder

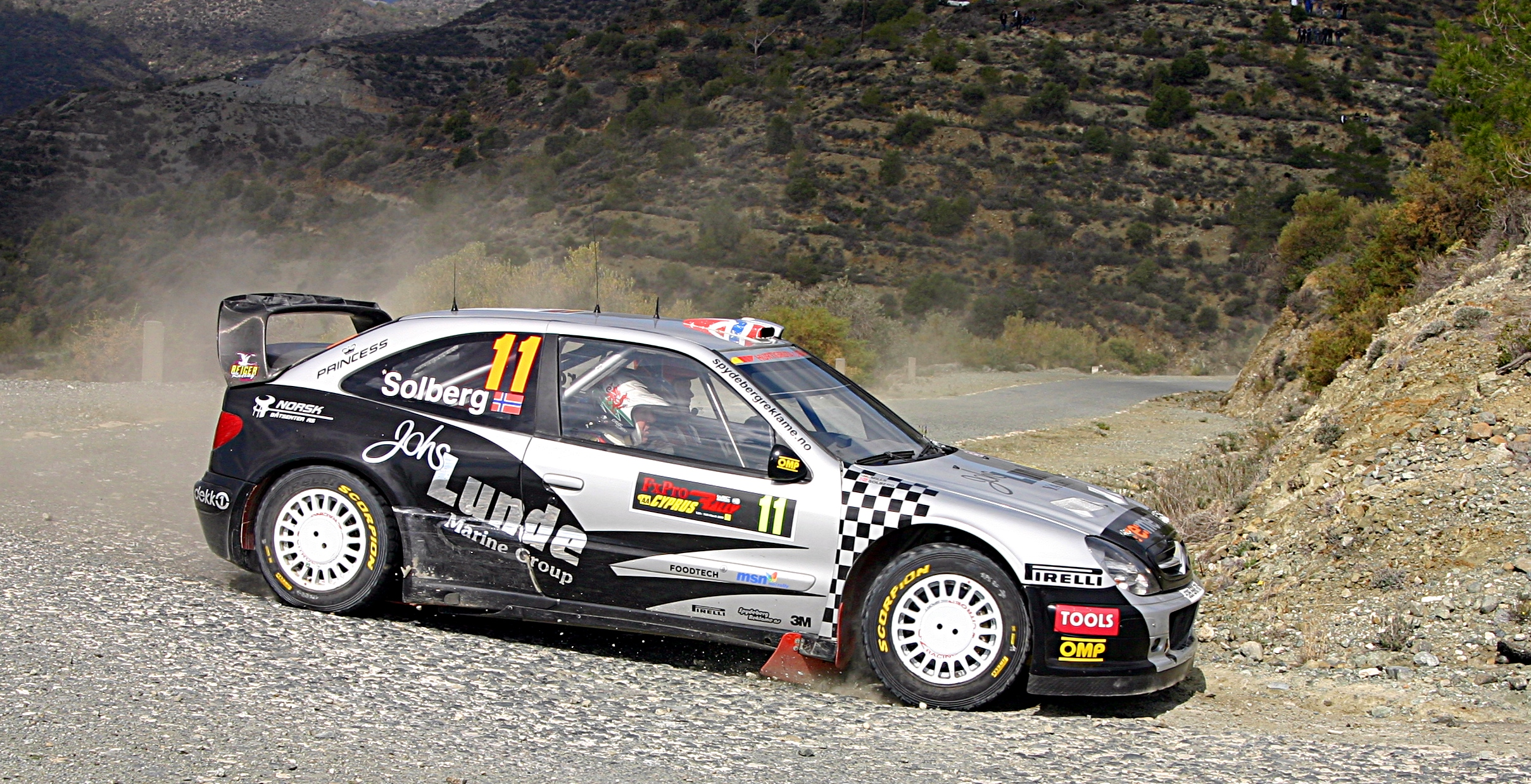
Solberg reed in 2009 voor een groot deel met een 2006-spec Citroën Xsara WRC, hier in Cyprus waar hij als derde eindigde

Gezien de schaarste aan fabrieksteams die zich geregistreerd hadden voor het 2009 seizoen, was het lange tijd onduidelijk of Solberg dat jaar überhaupt in actie zou komen in het WK. Uiteindelijk besloot Solberg een eigen team op te richten, onder de naam Petter Solberg World Rally Team, met onder meer voormalig personeel van Subaru en Prodrive. De autokeuze viel uiteindelijk op een 2006-specificatie Citroën Xsara WRC, waarmee hij debuteerde in Noorwegen voor eigen publiek, de rally eindigend als zesde. Daaropvolgend behaalde hij een sterke derde plaats in Cyprus. Solberg moest zijn ritme nog vinden op het asfalt waar de openingsetappe op werd verreden. Eenmaal op het onverhard maakte Solberg stukje bij beetje een opmars en verschalkte in het slot van de wedstrijd Citroën-fabrieksrijder Daniel Sordo voor de laatste podiumplek. Gewenste upgrades aan zijn verouderde Xsara WRC bracht hem opnieuw een derde plaats in warme weersomstandigheden in Sardinië, maar na een opgave in Finland besloot Solberg de WK-ronde van Australië te missen om met een meer competitieve auto te komen. Hij testte een Focus RS WRC, maar liet zijn keuze uiteindelijk vallen op een 2008-versie van de C4 WRC van Citroën. Beide Catalonië en Groot-Brittannië zag hem een vierde plaats pakken, in de laatste rally tevens ingeschreven voor constructeurspunten door het Citroën Junior Team als teamgenoot van Sébastien Ogier.

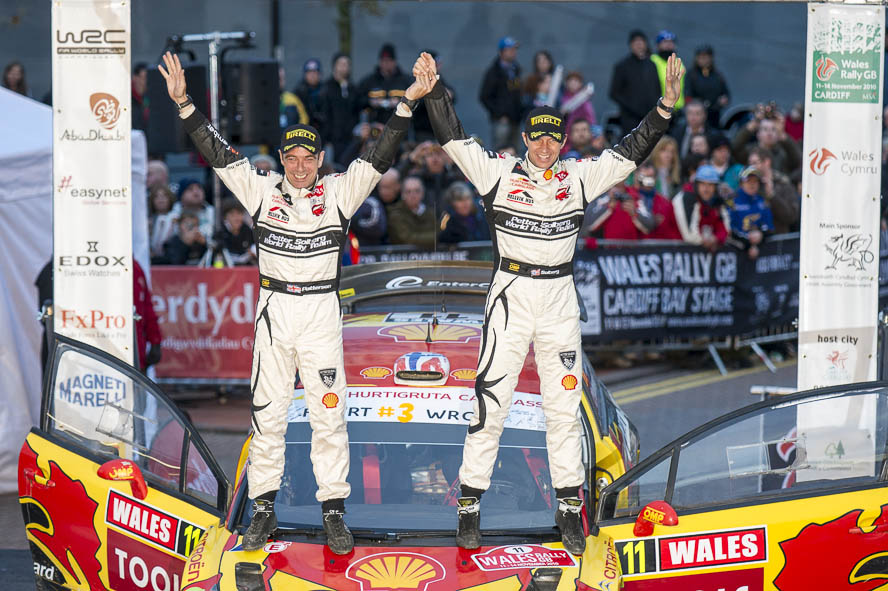
Solberg eindigde het 2010 seizoen als derde in het kampioenschap, zijn beste resultaat sinds 2005

Begin 2010 werd bekend dat Solberg ook dat komende seizoen met zijn eigen team en auto een WK-programma zou afwerken. Na enige twijfel koos hij ervoor om verder te gaan met Citroën en kocht twee 2009-specificatie C4 WRC's. Onder andere met steun van de Noorse importeur wilde hij zich hiermee weer mengen in de strijd om de wereldtitel. In de eerste vijf rally's wist Solberg tot drie keer toe op het podium te eindigen. In Mexico leidde hij tot aan het begin van de tweede etappe, maar werd door het moeten schoonvegen van het parcours langszij gegaan door uiteindelijke winnaar Loeb en strandde op plaats twee. Na de WK-ronde in Portugal besloot zijn navigator Phil Mills na een ruim tienjarige samenwerking met Solberg te stoppen met zijn carrière als navigator. De ervaren Chris Patterson werd door Solberg gekozen als diens opvolger, en het duo debuteerde met een derde plaats in Bulgarije. Ondanks dat Loeb dominant naar zijn zevende wereldtitel zou grijpen, kende Solberg zijn beste seizoen sinds 2005. Hoewel een overwinning er net niet in zat, bijvoorbeeld in Japan, waar Solberg op twee momenten leidde, maar daar uiteindelijk door Ogier werd verslagen na een langdurig secondeduel, zou hij de laatste vier rondes allen afsluiten op het podium en in het kampioenschap uiteindelijk alleen Loeb en op een haar na Jari-Matti Latvala voor zich moest dulden; met dubbelwinnaar Ogier daarbij met een klein verschil voorgebleven.

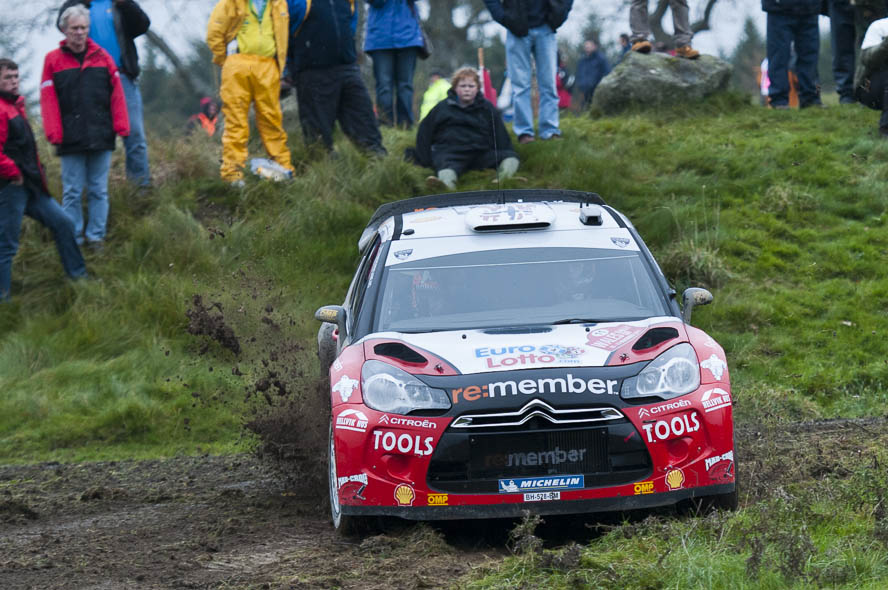
Ondanks nieuwe reglementen en kansen was 2011 een wat gematigd seizoen voor Solberg; het kampioenschap eindigend als vijfde

Het 2011 seizoen zag de invoering van een technische reglementswijziging die de 2-liter WRC-auto's zagen verdwijnen, en waardoor de constructeurs nieuwe 1.6-liter WRC's introduceerden. Nog steeds in een gelijke situatie, besloot Solberg Citroën trouw te blijven en kreeg vandaar een gloednieuwe Citroën DS3 WRC tot zijn beschikking. Het seizoen verliep echter niet zo succesvol als 2010, al was hij tijdens de openingsronde in Zweden lange tijd de snelste Citroën-rijder, maar zorgde een straftijd er nog voor dat Ogier hem voorbij zou gaan en hij als vijfde eindigde. Door een snelheidsovertreding op een van de verbindingsroutes over de openbare weg werd zijn rijbewijs tijdelijk ingetrokken, waardoor Solberg de laatste klassementsproef moest aanvangen met zijn navigator Chris Patterson achter het stuur. Solberg eindigde dat seizoen uiteindelijk maar twee keer op het podium, in Sardinië en Australië, terwijl eenzelfde derde plaats in Frankrijk hem nog ontnomen werd nadat zijn auto vanwege ondergewicht na de finish werd uitgesloten van het eindklassement.

#### 2012: Ford

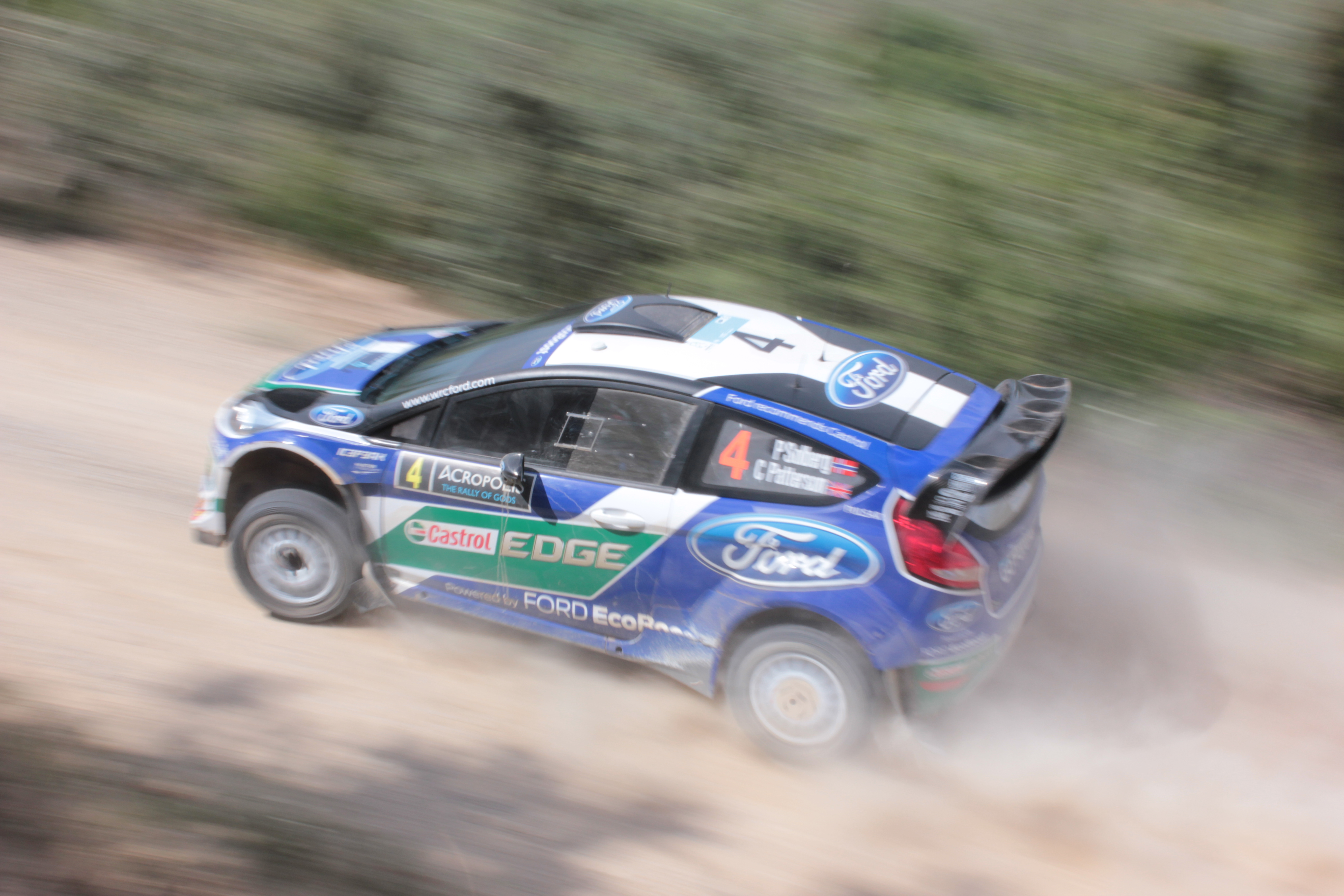
Solberg zijn laatste seizoen als fabrieksrijder kwam in 2012, dat jaar terugkerend bij het team van Ford actief met de Fiesta RS WRC

Solberg tekende voor het 2012 seizoen een eenjarig contract bij Ford en keerde zodoende voor het eerst sinds zijn Subaru-jaren terug als fabrieksrijder, in dit geval bij het team waar hij zijn carrière in het WK mee was begonnen. Hij maakte een goede seizoensstart met een derde plaats in Monte Carlo. Eenzelfde resultaat volgde in Mexico en Portugal, maar in de laatstgenoemde was hij veruit de snelste rijder en had er ook een overwinning in gezeten als hij in de regenachtige weersomstandigheden niet van de weg was geraakt. Desondanks maakte hij na zijn fout een knappe opmars naar voren toe. Potentiële zeges glipten opnieuw uit zijn handen in Argentinië, waar hij in leidende positie de stuurarm van zijn Fiesta RS WRC brak, en Griekenland, waar hij tijdens de slotetappe in een ultieme poging Loeb aan het bijhalen was toen hij echter op een gegeven moment zijn wiel afbrak en daarom moest opgeven. De rest van het seizoen verliep wisselvallig, met als laatste hoogtepunt een podium in Groot-Brittannië, daar waar teamgenoot Latvala zegevierde. In de nasleep van de rally kondigde Ford aan dat het hun fabriekssteun grotendeels zou intrekken na afloop van het seizoen. Ondanks dat M-Sport hun programma wel voort zouden zetten, liep Solberg voor 2013 een stoeltje mis en eindigde daarmee zijn actieve carrière in het WK rally.

#### 2018-2019: Volkswagen
Solberg keerde zes jaar later tijdens de WK-ronde van Catalonië terug in een gastoptreden voor het fabrieksteam van Volkswagen, die tijdens deze rally hun Volkswagen Polo GTI R5 lieten debuteren. Solberg eindigde 14e algemeen en verdienstelijk derde in zijn klasse. Met deze auto nam hij als definitief afscheid ook deel aan de rally van Groot-Brittannië in 2019, samen in een team met zijn zoon Oliver, die hierbij zijn debuut maakte in het WK rally. Solberg werd voor de gelegenheid opnieuw genavigeerd door Phil Mills. Het duo won in de WRC-2 categorie en grepen met een tiende plaats algemeen tevens naar een laatste kampioenschapspunt toe.

### Rallycross

#### 2014-2018

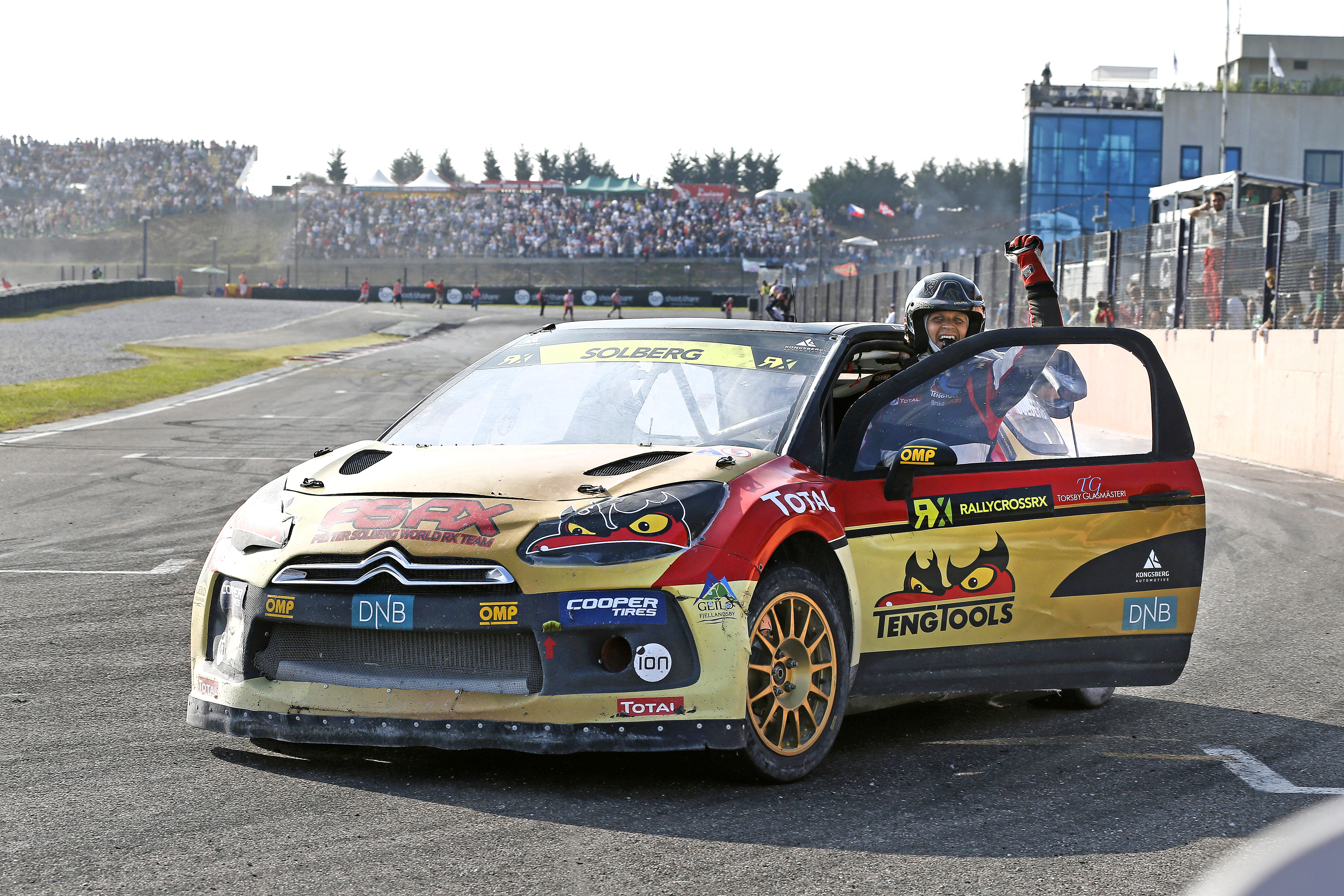
Sinds 2014 reed Solberg rond in het wereldkampioenschap rallycross, daarin de titel winnend in 2014 en 2015 met een Citroën DS3

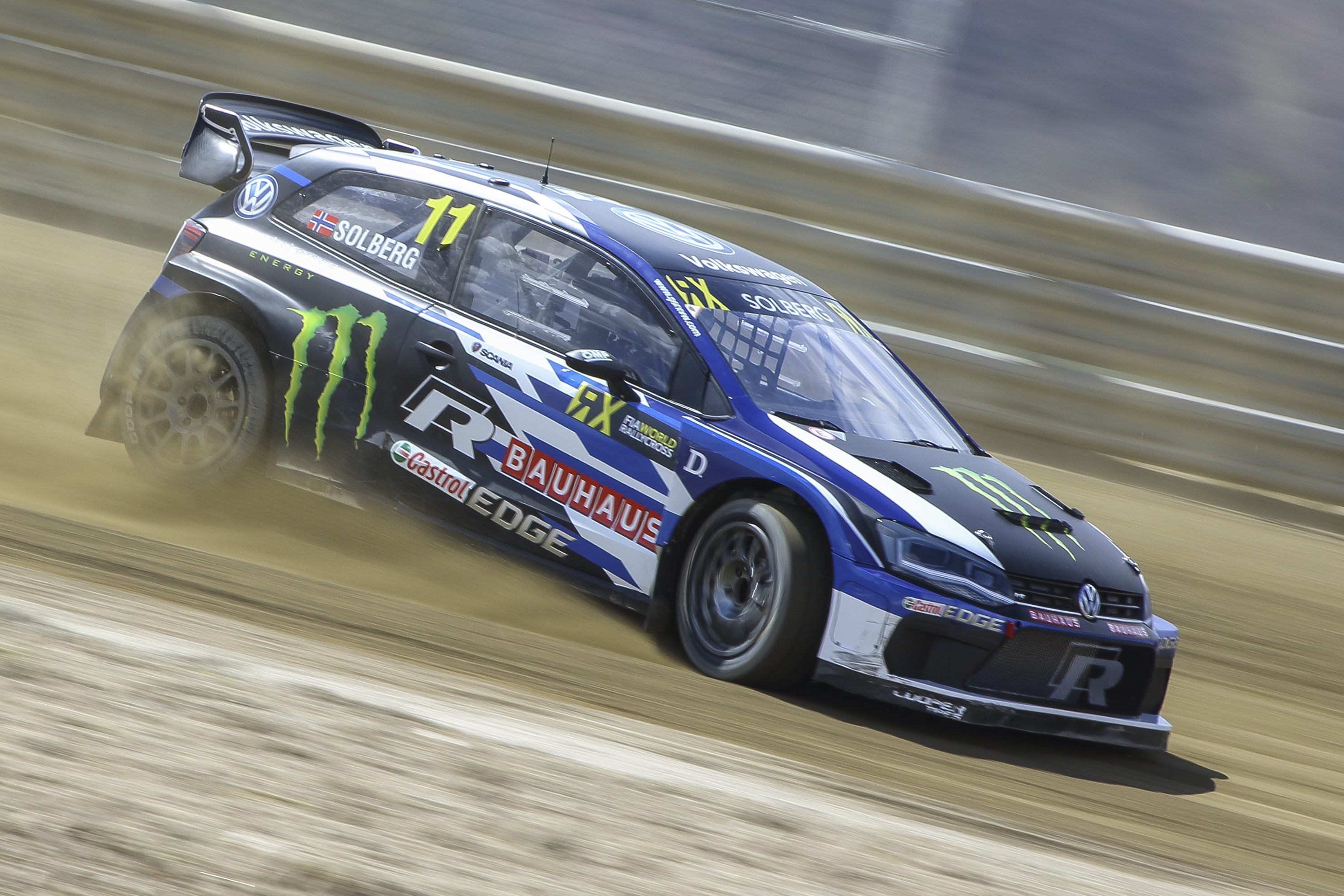
Vanaf 2017 stapte hij over naar een Volkswagen Polo

In 2014 en 2015 werd Solberg met een Citroën DS3 wereldkampioen in rallycross. Hij besloot na het 2018 seizoen te stoppen.

## Complete resultaten in het wereldkampioenschap rally
| Seizoen | Inschrijving                     | Auto                       | 1       | 2       | 3       | 4       | 5       | 6       | 7       | 8       | 9       | 10      | 11      | 12      | 13      | 14      | 15     | 16      | Pos. | Punten |
| ------- | -------------------------------- | -------------------------- | ------- | ------- | ------- | ------- | ------- | ------- | ------- | ------- | ------- | ------- | ------- | ------- | ------- | ------- | ------ | ------- | ---- | ------ |
| 1998    | Shell Norge                      | Toyota Celica GT-Four      | MON     | ZWE 16  | KEN     | POR     | SPA     | FRA     | ARG     | GRI     | NZL     | FIN     | ITA     | AUS     |         |         |        |         | –    | 0      |
| 1998    | Petter Solberg                   | Toyota Celica GT-Four      |         |         |         |         |         |         |         |         |         |         |         |         | GBR DNF |         |        |         | –    | 0      |
| 1999    | Ford Motor Co Ltd.               | Ford Escort WRC            | MON     | ZWE 11  |         |         |         |         |         |         |         |         |         |         |         |         |        |         | 18   | 2      |
| 1999    | Ford Motor Co Ltd.               | Ford Focus WRC             |         |         | KEN 5   | POR 11  | SPA     | FRA     | ARG     | GRI     | NZL     |         |         | ITA 27  | AUS     | GBR 9   |        |         | 18   | 2      |
| 1999    | Petter Solberg                   | Ford Focus WRC             |         |         |         |         |         |         |         |         |         | FIN 12  | CHN     |         |         |         |        |         | 18   | 2      |
| 2000    | Ford Motor Co Ltd.               | Ford Focus RS WRC 00       | MON     | ZWE     | KEN 5   | POR DNF | SPA     | ARG 6   | GRI DNF | NZL 4   | FIN DNF | CYP     |         |         |         |         |        |         | 10   | 6      |
| 2000    | Petter Solberg                   | Subaru Impreza S6 WRC 00   |         |         |         |         |         |         |         |         |         |         | FRA DNF | ITA 9   |         |         |        |         | 10   | 6      |
| 2000    | Subaru World Rally Team          | Subaru Impreza S6 WRC 00   |         |         |         |         |         |         |         |         |         |         |         |         | AUS DNF | GBR DNF |        |         | 10   | 6      |
| 2001    | Subaru World Rally Team          | Subaru Impreza S7 WRC 01   | MON DNF | ZWE 6   | POR DNF | SPA DNF | ARG 5   | CYP DNF | GRI 2   | KEN DNF | FIN 7   | NZL 7   | ITA 9   | FRA 5   | AUS 7   | GBR DNF |        |         | 10   | 11     |
| 2002    | 555 Subaru World Rally Team      | Subaru Impreza S7 WRC 01   | MON 6   | ZWE DNF |         |         |         |         |         |         |         |         |         |         |         |         |        |         | 2    | 37     |
| 2002    | 555 Subaru World Rally Team      | Subaru Impreza S8 WRC 02   |         |         | FRA 5   | SPA 5   | CYP 5   | ARG 2   | GRI 5   | KEN DNF | FIN 3   | DUI DNF | ITA 3   | NZL DNF | AUS 3   | GBR 1   |        |         | 2    | 37     |
| 2003    | 555 Subaru World Rally Team      | Subaru Impreza S9 WRC 03   | MON DNF | ZWE 6   | TUR DNF | NZL 3   | ARG 5   | GRI 3   | CYP 1   | DUI 8   | FIN 2   | AUS 1   | ITA DNF | FRA 1   | SPA 5   | GBR 1   |        |         | 1    | 72     |
| 2004    | 555 Subaru World Rally Team      | Subaru Impreza S9 WRC 03   | MON 7   | ZWE 3   |         |         |         |         |         |         |         |         |         |         |         |         |        |         | 2    | 82     |
| 2004    | 555 Subaru World Rally Team      | Subaru Impreza S10 WRC 04  |         |         | MEX 4   | NZL 1   | CYP 4   | GRI 1   | TUR 3   | ARG DNF | FIN DNF | DUI DNF | JPN 1   | GBR 1   | ITA 1   | FRA 5   | SPA 5  | AUS DNF | 2    | 82     |
| 2005    | Subaru World Rally Team          | Subaru Impreza S10 WRC 04  | MON DNF | ZWE 1   |         |         |         |         |         |         |         |         |         |         |         |         |        |         | 2    | 71     |
| 2005    | Subaru World Rally Team          | Subaru Impreza S11 WRC 05  |         |         | MEX 1   | NZL 3   | ITA 2   | CYP DNF | TUR 2   | GRI 9   | ARG 3   | FIN 4   | DUI 7   | GBR 1   | JPN DNF | FRA 3   | SPA 13 | AUS DNF | 2    | 71     |
| 2006    | Subaru World Rally Team          | Subaru Impreza S12 WRC 06  | MON DNF | ZWE DNF | MEX 2   | SPA 7   | FRA 11  | ARG 2   | ITA 9   | GRI 7   | DUI DNF | FIN DNF | JPN 7   | CYP 8   | TUR 13  | AUS 2   | NZL 6  | GBR 3   | 6    | 40     |
| 2007    | Subaru World Rally Team          | Subaru Impreza S12 WRC 06  | MON 6   | ZWE DNF | NOO 4   |         |         |         |         |         |         |         |         |         |         |         |        |         | 5    | 47     |
| 2007    | Subaru World Rally Team          | Subaru Impreza S12B WRC 07 |         |         |         | MEX DNF | POR 2   | ARG DNF | ITA 5   | GRI 3   | FIN DNF | DUI 6   | NZL 7   | SPA 6   | FRA 5   | JPN 16  | IER 5  | GBR 4   | 5    | 47     |
| 2008    | Subaru World Rally Team          | Subaru Impreza S12B WRC 07 | MON 5   | ZWE 4   | MEX 11  | ARG DNF | JOR DNF | ITA 10  |         |         |         |         |         |         |         |         |        |         | 6    | 46     |
| 2008    | Subaru World Rally Team          | Subaru Impreza S14 WRC 08  |         |         |         |         |         |         | GRI 2   | TUR 6   | FIN 6   | DUI 5   | NZL 4   | SPA 5   | FRA 5   | JPN 8   | GBR 4  |         | 6    | 46     |
| 2009    | Petter Solberg Rally MSN Edition | Citroën Xsara WRC          | IER     | NOO 6   | CYP 3   | POR 4   | ARG DNF | ITA 3   | GRI DNF | POL 4   | FIN DNF | AUS     |         |         |         |         |        |         | 5    | 35     |
| 2009    | Petter Solberg Rally MSN Edition | Citroën C4 WRC             |         |         |         |         |         |         |         |         |         |         | SPA 4   |         |         |         |        |         | 5    | 35     |
| 2009    | Citroën Junior Team              | Citroën C4 WRC             |         |         |         |         |         |         |         |         |         |         |         | GBR 4   |         |         |        |         | 5    | 35     |
| 2010    | Petter Solberg World Rally Team  | Citroën C4 WRC             | ZWE 9   | MEX 2   | JOR 3   | TUR 2   | NZL DNF | POR 5   | BUL 3   | FIN 4   | DUI 5   | JPN 2   | FRA 3   | SPA 2   | GBR 2   |         |        |         | 3    | 169    |
| 2011    | Petter Solberg World Rally Team  | Citroën DS3 WRC            | ZWE 5   | MEX 4   | POR 6   | JOR DNF | ITA 3   | ARG 4   | GRI 4   | FIN 5   | DUI 5   | AUS 3   | FRA EX  | SPA DNF | GBR DNF |         |        |         | 5    | 110    |
| 2012    | Ford World Rally Team            | Ford Fiesta RS WRC         | MON 3   | ZWE 4   | MEX 3   | POR 3   | ARG 6   | GRI DNF | NZL 3   | FIN 4   | DUI 11  | GBR 3   | FRA 26  | ITA 9   | SPA 11  |         |        |         | 5    | 124    |
| 2018    | Volkswagen Motorsport            | Volkswagen Polo GTI R5     | MON     | ZWE     | MEX     | FRA     | ARG     | POR     | ITA     | FIN     | DUI     | TUR     | GBR     | SPA 14  | AUS     |         |        |         | –    | 0      |
| 2019    | Petter Solberg                   | Volkswagen Polo GTI R5     | MON     | ZWE     | MEX     | FRA     | ARG     | CHL     | POR     | ITA     | FIN     | DUI     | TUR     | GBR 10  | SPA     | AUS     |        |         | 30   | 1      |

#### Overwinningen
| #  | Seizoen | Rally                                  | Navigator  | Auto                      |
| -- | ------- | -------------------------------------- | ---------- | ------------------------- |
| 1  | 2002    | 58th Network Q Rally of Great Britain  | Phil Mills | Subaru Impreza S8 WRC 02  |
| 2  | 2003    | 32nd Cyprus Rally                      | Phil Mills | Subaru Impreza S9 WRC 03  |
| 3  | 2003    | 16th Telstra Rally Australia           | Phil Mills | Subaru Impreza S9 WRC 03  |
| 4  | 2003    | 47ème Tour de Corse - Rallye de France | Phil Mills | Subaru Impreza S9 WRC 03  |
| 5  | 2003    | 59th Wales Rally of Great Britain      | Phil Mills | Subaru Impreza S9 WRC 03  |
| 6  | 2004    | 35th Propecia Rally of New Zealand     | Phil Mills | Subaru Impreza S10 WRC 04 |
| 7  | 2004    | 51st Acropolis Rally                   | Phil Mills | Subaru Impreza S10 WRC 04 |
| 8  | 2004    | 1st Rally Japan                        | Phil Mills | Subaru Impreza S10 WRC 04 |
| 9  | 2004    | 1º Supermag Rally d'Italia Sardinia    | Phil Mills | Subaru Impreza S10 WRC 04 |
| 10 | 2004    | 60th Wales Rally of Great Britain      | Phil Mills | Subaru Impreza S10 WRC 04 |
| 11 | 2005    | 55th Uddeholm Swedish Rally            | Phil Mills | Subaru Impreza S10 WRC 04 |
| 12 | 2005    | 19º Corona Rally México                | Phil Mills | Subaru Impreza S11 WRC 05 |
| 13 | 2005    | 61st Wales Rally of Great Britain      | Phil Mills | Subaru Impreza S11 WRC 05 |

## Privé
Solberg wordt wegens zijn uiterlijk en karakter soms "Mister Hollywood" genoemd. Hij is de jongere broer van Henning Solberg, die ook rallyrijder is. Solberg woont dicht bij de Noorse grens in Zweden met zijn vrouw Pernilla Walfridsson. Zij is de dochter van Per-Inge Walfridsson, de voormalig Europees rallycross kampioen uit 1980. Met Pernilla, die zelf ook een kortstondige carrière had in rally's, heeft hij een zoon, Oliver Solberg, die sinds 2017 ook actief is als rallyrijder. 